# Anton de Kom
Cornelis Gerhard Anton de Kom (Paramaribo, 22 de fevereiro de 1898 — Sandbostel, 24 de abril de 1945), foi um combatente da resistência e autor contra o colonialismo do Suriname.
Ele nasceu em uma família camponesa de Adolf de Kom, que nasceu escravo. Seu sobrenome "Kom" é uma ortografia inversa do nome do senhor de escravos Mok. Em 1920, Anton de Kom se mudou para trabalhar no Haiti, e em 1921 - para os Países Baixos, onde ele serviu um ano nos Hussardo. Mais tarde, ele começou a trabalhar em Haia, onde ele esteve envolvido em uma série de organizações de esquerda, incluindo a libertação nacional Associação de estudantes indonésios.
Em 1932, ele foi com sua família para o Suriname. Ele foi preso por organizar uma manifestação popular, e um grande comício para sua libertação foi abatido pela polícia colonial holandesa. Por suas atividades, ele foi deportado de seu país natal sem julgamento e passou a maior parte de sua vida em Amsterdã, onde trabalhou na imprensa socialista e comunista. Em 1934, ele escreveu o livro Wij slaven van Suriname (Nós, os escravos no Suriname) - um estudo da história do Suriname, que foi publicado em uma forma abreviada de censura (a primeira edição não censurada - 1971). Participou em manifestações para os desempregados e deu palestras para grupos de esquerda. Após a ocupação dos Países Baixos pela Alemanha Nazi, ele se juntou à resistência. Em 7 de agosto de 1944, foi detido pela Gestapo e deportado para o campo de concentração de Neuengamme. Ele morreu no dia 24 de abril de 1945 pela tuberculose.

## Obras do autor
- Wij slaven van Suriname (1934; 2ª edição 1971)